# Chinameca kommun
Chinameca är en kommun i Mexiko.   Den ligger i delstaten Veracruz, i den sydöstra delen av landet, 500 km öster om huvudstaden Mexico City. Antalet invånare är 15 214. Arean är 157 kvadratkilometer.
Terrängen i Chinameca är huvudsakligen platt.
Följande samhällen finns i Chinameca:
- Chinameca
- Chacalapa
- El Chapopote
- Rancho Viejo
- San José Tilapa
- La Palma
- El Manantial Centro de Población Agrícola y Ganadera